# HD 219110
HD 219110，又名BD+28 4548，SAO 91095、HR 8831，是一颗恒星，视星等为6.35，位于銀經98.52，銀緯-28.73，其B1900.0坐标为赤經23h 8m 12.7s，赤緯+28° -28.73′ 55″。